# Hohenbergia belemii
Hohenbergia belemii är en gräsväxtart som beskrevs av Lyman Bradford Smith och Robert William Read. Hohenbergia belemii ingår i släktet Hohenbergia och familjen Bromeliaceae. Inga underarter finns listade i Catalogue of Life.